# کوه مانتالینگاجان
کوه مانتالینگاجان (به لاتین: Mount Mantalingajan) یک کوه در فیلیپین است که در میماروپا واقع شده‌است.